# Personaggi di Star Wars Rebels
Questa voce contiene un elenco dei personaggi della serie animata Star Wars Rebels, facente parte del franchise di Guerre stellari. Ambientata quattordici anni dopo gli eventi de La vendetta dei Sith e cinque anni prima di Guerre stellari, la serie segue un gruppo eterogeneo di ribelli che conducono operazioni segrete per sconfiggere il malvagio Impero Galattico.
Una guida visiva alla serie, intitolata Star Wars Rebels: The Visual Guide, è stata pubblicata dalla Dorling Kindersley il 21 luglio 2014. Essa contiene le informazioni chiave sui personaggi di Star Wars Rebels. Al suo interno sono contenute informazioni su tutti i personaggi attualmente noti in Star Wars Rebels, come quelli elencati di seguito, e su alcuni nuovi personaggi. La serie si concentra su sei personaggi principali, membri dell'astronave Spettro.

## Personaggi principali

### Ezra Bridger
Ezra Bridger (stagioni 1-4), nome in codice Spectre 6, è un ragazzo umano di quindici anni, orfano di strada e truffatore capace di utilizzare la Forza i cui genitori sono stati imprigionati dalle forze Imperiali. Nell'episodio "Il giorno dell'Impero", viene rivelato che è nato lo stesso giorno in cui Palpatine ha inaugurato l'Impero Galattico.
All'inizio della serie, la sua motivazione principale è trovare i suoi genitori. Nell'episodio pilota, il Padawan Jedi Kanan Jarrus decide di prenderlo come suo apprendista. Ne "Il cammino dei Jedi", Ezra viene formalmente coscritto nell'Ordine Jedi, con la voce di Yoda che lo aiuta a trovare un cristallo kyber per costruire la sua prima spada laser, la quale è blu ed è stata modificata per venire utilizzata anche come blaster. Nell'episodio della seconda stagione "Radici", scopre che i suoi genitori sono stati uccisi in dei disordini in prigione. In "Velo dell'oscurità", si scopre che Kanan teme che Ezra possa cedere al Lato Oscuro, cosa che parzialmente avviene quando l'ex signore Sith Maul ce lo avvicina ne "Il Crepuscolo dell'Apprendista". La sua prima spada laser viene però distrutta da Dart Fener. Nell'episodio della terza stagione chiamato "Passi nell'ombra", Ezra la rimpiazza con una spada laser dalla lama verde. Nello stesso episodio, viene promosso al grado di Tenente Comandante della Squadriglia Phoenix e diventa il leader del gruppo dello Spettro, dato che la cecità di Kanan gli impedisce di proseguire il ruolo. Tuttavia, a causa della sua incoscienza, viene rapidamente sollevato dal ruolo. Negli episodi "Velo dell'oscurità", "Gli olocroni del destino" e "Soli gemelli", viene rivelata la motivazione di Ezra nella terza stagione, ovvero trovare la "chiave per distruggere i Sith", che lui vede nel maestro Obi-Wan Kenobi. Dopo aver parlato con lui, tuttavia, capisce di dover rimanere con gli altri ribelli per aiutarli nella lotta contro l'Impero. Durante il finale della terza stagione, prende il comando di una squadra nello scontro con la flotta del Grand'ammiraglio Thrawn, dimostrando così di essere stato nuovamente reso Tenente Comandante.
Ezra si ritrova smarrito dopo la morte del suo maestro Kanan, ma inizia a capirne l'ultima lezione dopo essere penetrato nel Tempio Jedi nell'episodio "Un mondo tra i mondi". La sua connessione con le creature del pianeta Lothal, sensibili alla Forza, aumenta, tanto che negli episodi "La speranza di un folle" e "Riunione di famiglia e addio", riuscirà a chiedere aiuto ai Loth-Lupi ed ai Purrgil per sconfiggere Thrawn e le forze imperiali presenti sul pianeta. Tuttavia a causa dei Purrgil, che distruggono il ponte dello star destroyer di Thrawn, sul quale è stato portato, Ezra usa la Forza per creare una barriera intorno a sé e a Thrawn, lasciandosi portare via dalle creature (capaci di effettuare il salto nell'iperspazio) insieme al suo nemico, sacrificandosi. Nell'epilogo, Sabine ed Ahsoka partono per andare a cercarlo. Doppiato in lingua originale da Taylor Gray ed in italiano da Alex Polidori.
Sul suo personaggio, Gray ha affermato che "È un borseggiatore, è un ladruncolo. Ma lo fa solo per sopravvivere". Il produttore esecutivo Greg Weisman ha affermato "Noi vediamo questa serie attraverso gli occhi di Ezra. Man mano che i suoi occhi si aprono e si rendono conto di ciò che l'Impero è capace, lui comprende al tempo stesso che ci sono persone alle quali questo importa, che stanno cercando di combattere dalla parte giusta, ed alla fine lui diventa uno di loro".

### Kanan Jarrus
Kanan Jarrus (stagioni 1-4), nome in codice Spectre 1, è uno dei pochi Jedi rimasti dopo l'Ordine 66 il cui vero nome è Caleb Dume. L'episodio "Radici" rivela che Kanan è entrato nell'Ordine Jedi prima ancora di conoscere i suoi genitori. Il fumetto Star Wars: Kanan ne racconta il passato.
Durante i Tempi Oscuri, Caleb venne obbligato ad utilizzare il nome Kanan invece che Caleb, per poter nascondere la propria natura Jedi, come raccontato nel libro Star Wars: Una nuova alba, che racconta anche come incontrò Hera Syndulla prima degli eventi di Rebels. All'inizio della serie, Kanan è il co-leader dello Spettro insieme ad Hera e, pur non avendo terminato egli stesso il proprio addestramento da Jedi, decide di prendere Ezra Bridger come suo apprendista dopo aver visto in lui del potenziale. Nell'episodio "I comandanti perduti", non riesce a fidarsi del Capitano Rex, avendo sperimentato egli stesso l'Ordine 66. In "Velo dell'oscurità", viene promosso al grado di Cavaliere Jedi da una visione all'interno del Tempio Jedi del pianeta Lothal. Nell'episodio "Il crepuscolo dell'apprendista", viene accecato da Maul, nonostante la sua abilità nella forza compensi quasi completamente il suo handicap. Nella Stagione 4, è stato confermato che Kanan e Hera hanno una relazione romantica.
Nell'episodio "Notte Jedi", Kanan si sacrifica per salvare Hera dalla Governatrice Pryce, utilizzando la Forza per trattenere le fiamme dell'esplosione generata dalla nave spaziale ma venendo inghiottito egli stesso mentre allontana i suoi amici. Nell'episodio successivo, "Dume", Ezra ha una visione di un gigantesco Loth-Lupo che si presenta come Dume (letteralmente, la Forza che interagisce con lui) e lo incita a visitare il Tempio di Lothal insieme ai suoi compagni. Come affermato successivamente da Ahsoka nell'episodio "Un mondo tra i mondi", Dume non è altri che l'estensione della volontà di Kanan che parla ad Ezra attraverso la Forza, il quale tenta di fargli comprendere la sua ultima lezione, facendo sì che l'ultimo e più pericoloso segreto del Tempio di Lothal (ovvero il fatto che all'interno di esso fosse celata una porta che permetteva a chi vi entrasse di controllare lo spazio ed il tempo) non venisse scoperto. Poco dopo la sua morte, Hera dà alla luce Jacen Syndulla, figlio suo e di Kanan. Doppiato da Freddie Prinze Jr. in lingua originale e da Andrea Lavagnino in italiano.
Il produttore Dave Filoni ha descritto il personaggio come un "cowboy Jedi". Il fatto che Kanan venga accecato e veda attraverso la forza, ha portato molti a paragonarlo al personaggio di Rahm Kota di Star Wars: Il potere della Forza, il che ha portato la Lucasfilm ad ammettere che entrambi i personaggi sono stati ispirati da Zatōichi.

### Hera Syndulla
Hera Syndulla (stagioni 1-4), nome in codice Spectre 2, è una Twi'lek del pianeta Ryloth, proprietaria e pilota dello Spettro. È la figlia di Cham Syndulla, apparso nell'episodio "Quell'Ultimo Ponte" di Star Wars: The Clone Wars per poi ricomparire in Rebels. Lei e Kanan condividono un forte legame; nella quarta stagione, si confermano essere amanti. Hera si è addestrata fino a diventare una pilota dall'abilità sorprendente, tanto che nell'episodio "Le ali del maestro", viene promossa sotto consiglio di Kanan a Capitano della Squadriglia Phoenix, diventandone poi il Generale nell'episodio "Assalto ribelle".
Nel film del 2016 Rogue One: A Star Wars Story, è possibile udire una voce parlare di un certo Generale Syndulla, il che conferma il fatto che sia stata promossa generale. Lo Spettro è una delle tante navi spaziali presenti nella battaglia sopra Scarif, ma non è noto se fosse proprio Hera a pilotarlo in quel momento. Lo stesso Dave Filoni disse: "Posso immaginarmi quell'intera sezione (la battaglia di Scarif) dal loro punto di vista, da quello di chiunque fosse a bordo dello Spettro. Hera è anche presente nella micro-serie Star Wars: Forces of Destiny, dove fa squadra con Leila, Ian e gli Ewok su Endor, il che mostra che è sopravvissuta fino agli eventi de Il ritorno dello Jedi. Ciò è stato nuovamente confermato nel finale di Rebels, nel 2018, "Riunione di famiglia e addio", che mostra come abbia partecipato alla Battaglia di Endor e di come abbia avuto un figlio con Kanan chiamato Jacen Syndulla. Doppiata da Vanessa Marshall in lingua originale e da Stella Musy in italiano.
Filoni ha affermato che: "È un personaggio molto risoluto, diciamo pure il cuore del gruppo, quella che tiene tutti quanti insieme nei momenti in cui cadrebbero a pezzi."

### Sabine Wren
Sabine Wren (stagioni 1-4), nome in codice Spectre 5, è una giovane ragazza Mandaloriana di 16 anni artista di graffiti, ex-recluta dell'Accademia Imperiale ed ex-cacciatrice di taglie esperta di armi ed esplosivi. Sullo Spettro, assume il ruolo di capo ingegnere ed esperta di demolizioni, così come di linguista, data la sua vasta conoscenza di molte lingue diverse. Un tempo dedicata studiosa dell'Accademia Imperiale ed inventrice per conto dell'Impero, disertò dopo aver scoperto che una della armi da lei create sarebbe stata usata contro la sua stessa gente.
Ne "Il Protettore di Concord Dawn", si scopre che Sabine proviene dalla Casata Viszla, il che la collega alla Ronda della Morte, gruppo terroristico presente in The Clone Wars. In "Benvenuti nella ribellione", rivela di essere stata lei a spingere il pilota Wedge Antilles a disertare dall'Impero e ad unirsi alla Ribellione. Nell'episodio "Supercommando Imperiali", racconta di come sua madre, Ursa Wren, sia alleata dell'Impero. In "Visioni e voci", Sabine ottiene la Spada Oscura, arma utilizzata dalla Ronda della Morte e da Darth Maul durante le Guerre dei Cloni. Nell'episodio chiamato "La spada oscura", il passato di Sabine viene interamente rivelato e Kanan la addestra nel combattimento con la spada laser (in quanto lei non utilizza la Forza). Nell'episodio successivo, decide di rimanere con la sua famiglia per cercare di riunire i vari clan contro l'Impero. Si riunisce al gruppo in "Ora zero", quando il Grand'Ammiraglio Thrawn attacca Atollon.
Nell'epilogo della serie, si scopre che Sabine è rimasta su Lothal e vive nella torre di Ezra. Precedentemente nell'episodio, il ragazzo le aveva infatti detto "So che posso contare sempre su di te", che lei aveva inteso come un incipit a rimanere su Lothal per proteggerne la gente; tuttavia, solo nell'epilogo, capisce ciò che Ezra intendeva davvero (ovvero il fatto che lui contasse su di lei perché lei andasse a cercarlo in seguito al suo sacrificio contro Thrawn) e decide di partire insieme ad Ahsoka Tano per riportarlo a casa. Doppiata in lingua originale da Tiya Sircar ed in italiano da Letizia Scifoni.
Sabine è presente anche nella micro-serie Star Wars: Forces of Destiny.
Il supervisore della CGI Joel Aron ha affermato che "Sabine è qualcosa che non si è mai visto prima nell'universo di Star Wars. Abbiamo avuto per le mani un personaggio espressamente creativo attraverso l'arte, il che è rappresentato sia dal colore dei suoi capelli e sia da quello della sua armatura." Sabine infatti, in ogni stagione, tinge i propri capelli e cambia il colore della propria armatura: nella prima, ha i capelli arancioni e blu e l'armatura quasi interamente rosa; nella seconda, si tinge i capelli di verde acqua e azzurro e pittura l'armatura di arancione. Nella terza stagione, i capelli sono bianco e lilla e l'armatura è un misto di arancione, viola e giallo; infine, nella quarta stagione, ha i capelli tinti di nero e lilla e l'armatura viola e arancione. Nell'epilogo, ha i capelli rasati corti e di un viola intenso, mentre l'armatura è blu e azzurra.

### Garazeb "Zeb" Orrelios
Garazeb "Zeb" Orrelios (stagioni 1-4), nome in codice Spectre 4, è un Lasat che un tempo era Capitano della Guardia d'Onore di Lasan, la cui razza fu una delle prime a ribellarsi all'Impero, che rispose sterminandola. Questa esperienza di quasi estinzione lo ha lasciato con un comportamento quasi sempre burbero, nonostante sia rimasto sempre ostile all'Impero ed abbia continuato a combatterlo, finendo poi per scoprire che i Lasat vivono ancora sul pianeta nascosto di Lira San nell'episodio "Leggende dei Lasat". Nella terza stagione, si scopre che Zeb è diventato il Capo della Sicurezza dello Squadrone Phoenix, come viene accennato nell'episodio "La testata protonica".
Zeb è noto per usare frequentemente la parola "Karabast!", usata come espressione di sorpresa o frustrazione (un po' come il normale "Accidenti!"). Questa espressione è stata utilizzata per la prima volta dal personaggio di Pao durante la battaglia di Scarif. Lo Spettro è una delle navi presenti nello scontro sopra Scarif e si presume che Zeb si trovasse a bordo di esso insieme ad Hera e Chopper, come ha accennato lo stesso Dave Filoni.
Il suo aspetto fisico è basato su quello che doveva essere originariamente secondo Ralph McQuarrie l'aspetto di Chewbecca. Il direttore artistico Kilian Punklett ha affermato che "Zeb è molto articolato, spiritoso e divertente, il che combinato con il suo aspetto fisico lo rende un personaggio interessante."
Nel finale della serie "Riunione di famiglia e addio", Zeb prende parte alla battaglia finale contro il Grand'Ammiraglio Thrawn e la Governatrice Pryce su Lothal, dove affronta per la seconda volta assassino Noghri Rukh, che finisce per uccidere legandolo ad uno dei generatori elettrici che poi viene attivato per alzare gli scudi difensivi. Qualche tempo dopo la Battaglia di Endor, Zeb porta Kallus a Lira San, dove la popolazione dei Lasat vive attualmente. Doppiato in lingua originale da Steven Blum ed in italiano da Paolo Marchese.

### Chopper
C1-10P, soprannominato Chopper (stagioni 1-4), nome in codice Spectre 3, è un irritabile astromecca (o "droide astromeccanico") posseduto da Hera, che lo ha recuperato e ricostruito dopo che si era schiantato su Ryloth durante le Guerre dei Cloni. Il soprannome del droide deriva dal fatto che il suo vero nome ricorda la parola "CHOP". Nel film del 2016 Rogue One: A Star Wars Story, Chopper fa un piccolo cameo sulla base ribelle di Yavin. Nell'episodio "Banchetto Imperiale" di Star Wars: Forces of Destiny, compare insieme ad Hera. Nel finale della serie, "Riunione di famiglia e addio", compare alla fine a bordo dello Spettro insieme ad Hera e suo figlio, Jacen Syndulla.
Il design di Chopper è basato sull'aspetto originale di R2-D2. Descrivendo il personaggio, Filoni ha detto che "Gli piace fare le cose come pare a lui, non necessariamente nel modo in cui vuole la squadra o rapidamente come vuole la squadra, però fa sempre quello che gli viene chiesto. È incredibilmente leale." Lo ha anche descritto dicendo che "Se R2-D2 è il vostro cagnolino preferito, vedete Chopper come il gatto." I versi che emette sono stati doppiati dallo stesso Dave Filoni, che si è accreditato come "Sé Stesso" nei titoli di coda di ogni episodio, fino all'ultimo, dove ha rivelato di essere stato lui.

### Capitano Rex
Il Capitano Rex, il cui numero di serie è CT-7567 (stagioni 2-4) è un Clone che servì sotto il comando di Anakin Skywalker nelle Guerre dei Cloni. Gli è stato dato il soprannome di Spectre 7. Essendo stato uno dei pochissimo cloni che non hanno partecipato all'Ordine 66, Rex ha deciso di andare a vivere insieme ai suoi amici Gregor e Wolffe su un AT-TE presente sul pianeta Seelos, finché non è stato trovato dai ribelli di Lothal ed ha deciso di unirsi all'Alleanza Ribelle.
Nell'epilogo della serie, "Riunione di famiglia e addio", si scopre che ha combattuto insieme ad Hera nella Battaglia di Endor. Doppiato in lingua originale da Dee Bradley Baker ed in italiano da Alessandro Ballico.

## Personaggi secondari

### Introdotti nella prima stagione
- Ahsoka Tano (stagioni 1, 2, 4; guest 1) è una Togruta ed ex-Padawan di Anakin Skywalker che abbandonato l'Ordine Jedi delusa dal fatto che nessuno l'abbia difesa dopo che era stata accusata di un crimine mai commesso. In seguito alla nascita dell'Impero Galattico, dopo essersi nascosta ed aver costruito due spade laser bianche, Ahsoka è divenuta un'informatrice vitale per il Senatore Organa sotto l'alias di "Fulcrum". Si rivela alla fine della prima stagione, nell'ultimo episodio "Fuoco nella galassia". Dopo che la sua cellula ribelle, la Squadriglia Phoenix, viene quasi totalmente annientata da Dart Fener nell'episodio "L'assedio di Lothal", decide di unirsi allo Spettro. Nell'episodio "Velo dell'oscurità", Ahsoka è obbligata ad accettare il fatto che Fener sia in realtà il suo vecchio maestro Anakin Skywalker. Ne "Il crepuscolo dell'Apprendista", Ahsoka porta Ezra e Kanan a Malachor per cercare l'olocrone Sith. Più tardi, si sacrifica per permettere ai due di sfuggire a Fener, scegliendo di rimanere ad affrontarlo mentre il tempio Sith collassa sopra di loro. Ahsoka riappare nell'episodio della quarta stagione "Un mondo tra i mondi", dove rivela di venire momentaneamente rimossa dallo spazio e dal tempo quando Ezra la trascina attraverso una porta dimensionale proprio quando Fener sta per ucciderla, facendola finire all'interno di uno spazio vuoto dove Ezra era entrato tramite la porta del tempio Jedi di Lothal. Impedisce poi ad Ezra di salvare anche Kanan trascinandolo all'interno del vuoto, poiché così facendo avrebbe cambiato il corso della storia e lui e tutti gli altri sarebbero stati uccisi. Successivamente, quando l'Imperatore li attacca entrando anche lui nel vuoto, promette ad Ezra che lo avrebbe rincontrato e fugge nuovamente all'interno dello stesso portale dal quale era uscita, il che rivela finalmente l'identità della misteriosa figura zoppicante presente alla fine de "Il crepuscolo dell'apprendista". Nell'epilogo, "Riunione di famiglia e addio", che ha luogo dopo la battaglia di Endor, si riunisce con Sabine per andare a cercare Ezra. Doppiata in lingua originale da Ashley Eckstein ed in italiano da Erica Necci.
- Senatore Bail Organa (stagioni 1-4) è il Senatore del pianeta Alderaan, proprietario dei droidi C-3PO e R2-D2 e segretamente uno dei leader principali dell'Alleanza Ribelle. Dopo aver utilizzato i due droidi per ispezionare la cellula ribelle di Lothal nell'episodio "Droidi preoccupati", invia una piccola flotta di fregate per supportare la fuga dei ribelli di Lothal nel finale della prima stagione, reclutandoli nell'Alleanza Ribelle. Riappare periodicamente per rifornire ed affidare missioni all'equipaggio dello Spettro. In "Soli gemelli" si scopre che ha reso ufficiale la notizia della morte di Obi-Wan Kenobi, sebbene in realtà lo abbia fatto per proteggere la missione dell'ex-Maestro Jedi su Tatooine. Morirà poi durante Guerre Stellari quando Tarkin ordinerà di distruggere il pianeta Alderaan. Doppiato in lingua originale da Phil LaMarr ed in italiano da Saverio Indrio.
- R2-D2 e C-3PO (stagioni 1-2): il primo è un droide astromeccanico, mentre il secondo un droide protocollare costruito da Anakin Skywalker. Nel corso della serie, entrambi i droidi sono posseduti da Bail Organa, che li ha incaricati intraprendere una missione segreta per scoprire le attività Imperiali su Lothal. Prima dell'ascesa dell'Impero, erano entrambi di proprietà da Padmé Amidala. Come nei film, R2-D2 emette semplicemente dei versi, mentre C-3PO è doppiato in lingua originale da Anthony Daniels ed in italiano da Mino Caprio.
- Zare Leonis (stagione 1) è un cadetto dell'Accademia Imperiale, arruolatosi per salvare sua sorella Dhara, scomparsa apparentemente perché era sensibile alla Forza. Rimane all'interno della struttura come spia per conto dell'Alleanza Ribelle, venendo però poi catturato dal Grande Inquisitore. Successivamente, verrà salvato insieme a sua sorella dall'equipaggio dello Spettro. Doppiato in lingua originale da Bryton James ed in italiano da Alessandro Campaiola.
- Dart Fener[N 1] (stagione 2; guest 1, 4) è il signore dei Sith ed ex-Jedi Anakin Skywalker, corrotto dall'Imperatore Palpatine. Appare per la prima volta in "Fuoco nella galassia", dove si presenta dinnanzi al Grand Moff Tarkin ed all'Agente Kallus dopo la morte del Grande Inquisitore. Appare successivamente nel primo episodio della seconda stagione, "L'assedio di Lothal", dopo che Tarkin richiede la sua assistenza per sbarazzarsi dei Jedi presenti fra i ribelli. Fener spazza quindi via la maggior parte dei ribelli nel sistema di Lothal, ferisce la metà dell'equipaggio dello Spettro, distrugge la casa di Ezra, sfratta la maggior parte della popolazione di Lothal e fa uccidere la Ministra Tua incolpando i Ribelli. Dopo aver scoperto che Ahsoka Tano, sua ex-apprendista Jedi, è fra i Ribelli, a Fener viene ordinato dall'Imperatore di inviare contro di lei un altro Inquisitore nella speranza di poter così individuare i Jedi rimasti. Ahsoka scopre più tardi la vera identità di Fener tramite una visione nel tempio Jedi di Lothal, del quale Fener si impossessa grazie agli Inquisitori. Si dirige poi a Malachor e cerca di recuperare l'antica arma Sith nascosta lì, per poi affrontare Ahsoka in duello dopo averle detto di aver distrutto Anakin. Emerge più tardi da solo dalle rovine. In "Velo dell'oscurità", appare come ciò che era un tempo, Anakin Skywalker, eroe delle Guerre dei Cloni ed ex-maestro Jedi di Ahsoka, come visione ad Ahsoka e Kanan. La voce di Skywalker viene anche udita brevemente durante il duello tra Fener e Ahsoka ne "Il crepuscolo dell'apprendista", quando Ahsoka taglia in due il suo elmo. Doppiato in lingua originale da James Earl Jones come Dart Fener e da Matt Lanter come Anakin Skywalker, ed in italiano da Luca Biagini come Dart Fener e da Marco Vivio come Anakin Skywalker.
- Grande Inquisitore (stagione 1; guest 2) è un Inquisitore Pau'an. Appare per la prima volta in "Scintilla di ribellione", dove Dart Fener gli ordina di dare la caccia a tutti i Jedi sopravvissuti all'Ordine 66 e convertire al Lato Oscuro tutti i bambini sensibili alla Forza che trova, uccidendoli se si rifiutano. Il Grande Inquisitore si mette all'opera quando Kallus chiede il suo aiuto dopo aver scoperto che Kanan è un Jedi. Dopo essere stato sconfitto da Kanan in "Fuoco nella galassia", si suicida gettandosi all'interno del reattore di uno star destroyer pronto ad esplodere. Dave Filoni ha in seguito affermato che il Grande Inquisitore ha preferito morire piuttosto che affrontare l'ira di Fener per il suo fallimento, il che spiega le sue ultime parole ("Ci sono cose molto più spaventose della morte."). Doppiato in lingua originale da Jason Isaacs ed in italiano da Alessandro Rossi. Nell'episodio "Ce ne sono sempre due", la Settima Sorella spiega che la morte del Grande Inquisitore ha permesso agli altri Inquisitori di competere per prendere il suo posto. In "Velo dell'oscurità", il suo spirito appare a Kanan nel tempio di Lothal e gli rivela che un tempo era una guardia del tempio ed un Cavaliere Jedi. Dopo aver messo alla prova Kanan ed avergli fatto capire che non può proteggere Ezra da tutto, lo rende a tutti gli effetti un Cavaliere Jedi per poi sparire e richiamare altre Guardie del Tempio perché rallentino gli Inquisitori in arrivo. Il Grande Inquisitore è riapparso nella miniserie televisiva spin-off Obi-Wan Kenobi, interpretato da Rupert Friend e doppiato in italiano da Massimo De Ambrosis.
- Grand Moff Wilhuff Tarkin (stagioni 1, 3-4) è il Grand Moff Imperiale ed il Governatore dell'Orlo Esterno, all'interno del quale è collocato Lothal. Quando Kanan ed il suo gruppo diventano una minaccia troppo grande per essere gestita dai soli Kallus e Grande Inquisitore, decide di giungere a Lothal personalmente per occuparsi del problema. Riesce a catturare Kanan, ma perde il suo star destroyer Sovereign per mano dell'equipaggio dello Spettro. Nella second stagione, dopo essersi reso conto che le autorità di Lothal si stanno dimostrando inefficaci contro i Ribelli, richiede l'intervento di Dart Fener. Nella terza stagione, la Governatrice Pryce gli comunica che crede che la soluzione per distruggere la Ribellione sia "qualcuno che veda le cose più in grande". Tarkin la autorizza quindi ad usufruire della flotta Imperiale comandata dal Grand'Ammiraglio Thrawn. Doppiato in lingua originale da Stephen Stanton ed in italiano da Oliviero Dinelli.
- Agente Alexsandr Kallus (stagioni 1-4) è un ex-agente di alto grado del Ufficio di Sicurezza Imperiale (meglio noto con il nome di USI) ed un esperto cacciatore di ribelli; lavora sotto il comando di Dart Fener e collabora con gli Inquisitori. Spesso, si è dimostrato in grado di riconoscere numerose trappole nemiche ed è spesso quasi riuscito a catturare i ribelli di Lothal. Kallus era presente quando l'Impero massacrò Lasan, il pianeta natale della razza dei Lasat (la razza di Zeb) ed è stato lui stesso a dare l'ordine di utilizzare l'ormai bandito disgregatore, l'arma usata nell'assalto. Più avanti nella serie, viene rivelato che il suo odio nei confronti dei Lasat è dovuto ad un incontro con un mercenario di tale razza, che sterminò tutta la sua unità. Pur odiando i Lasat, tuttavia, Kallus li rispetta come guerrieri e prova un po' di rimorso per aver condotto lui stesso l'assalto a Lasan. È anche un esperto combattente corpo a corpo e porta con sé un raro Bo-Rifle di Lasat, donatogli in segno di rispetto da un membro della Guardia d'Onore di Lasan che lui sconfisse in un duello leale.[22][23] Sotto ordine di Fener, Kallus orchestra l'omicidio della Ministra Tua predisponendo il suo shuttle per esplodere. Dopo che lui e Zeb si schiantano su una luna ghiacciata nell'orbita di Geonosis, sono obbligati a collaborare per sopravvivere finché non vengono entrambi salvati, il che porta Kallus a sviluppare un'amicizia con Zeb ed iniziare a simpatizzare per i Ribelli. Nella terza stagione, continua ad inseguire i ribelli sotto il comando della Governatrice Pryce e del Grand'Ammiraglio Thrawn. Nell'episodio "La talpa", rivela di essere la spia ribelle sotto l'alias di "Fulcrum".[24] Questo segreto viene successivamente scoperto dal Grand'Ammiraglio Thrawn nell'episodio "Con occhi Imperiali".[25] Dopo essere riuscito a sfuggire a Thrawn, Kallus diserta e si unisce ufficialmente alla Ribellione.[26] Nel finale della serie, si unisce ai Ribelli di Lothal nel loro assalto finale contro il centro di comando Imperiale. Qualche tempo dopo la Battaglia di Endor, viene portato da Zeb sul pianeta Lira San insieme agli altri Lasat, dai quali verrà, a detta di Sabine, "accolto come uno di loro". Doppiato in lingua originale da David Oyelowo ed in italiano da Mario Bombardieri.
- Il Comandante Cumberlayne Arekso ed il Supervisore Myles Grint (stagione 1) sono degli ufficiali Imperiali che stazionano sul pianeta Lothal. Nell'episodio "Invito all'azione", il Grand Moff Tarkin dà al Grande Inquisitore l'ordine di giustiziarli entrambi; i due vengono quindi decapitati a causa dei loro continui fallimenti nel tentativo di catturare i ribelli di Lothal. In lingua originale, sono entrambi doppiati da David Shaughnessy, mentre in italiano Aresko è doppiato da Davide Lepore e Grint da Dario Oppido.
- L'Ammiraglio Kassius Konstantine (stagioni 1-3) è uno sbrigativo Ufficiale Imperiale in carica del blocco su Lothal e successivamente della caccia ai Ribelli nella seconda stagione. In tale stagione, assiste prima Dart Fener e poi gli Inquisitori. Nella terza stagione, continua a dare la caccia ai Ribelli sotto il comando della Governatrice Arihnda Pryce e del Grand'Ammiraglio Thrawn. Nell'episodio "Ora zero", Konstantine assiste le forze Imperiali nella battaglia di Atollon dove, stanco degli ordini di Thrawn, si stacca dalla formazione e conduce il suo incrociatore Interdictor all'inseguimento della nave del Comandante Jun Sato. Tuttavia, Sato si aspettava questa mossa e Konstantine finisce per morire quando il comandante ribelle si sacrifica cambiando bruscamente la rotta della propria nave e facendola schiantare contro l'incrociatore, facendoli esplodere entrambi. Doppiato in lingua originale da Dee Bradley Baker ed in italiano da Guido Di Naccio.
- Alton Kastle (stagioni 1-3) è un giornalista che lavora come emittente della HoloNet News di Lothal. Contribuisce a diffondere la propaganda dell'Impero sul pianeta. Doppiato in lingua originale da Steven Blum ed in italiano da Carlo Scipioni.
- Yogar Lyste (stagioni 1-3) è un ufficiale Imperiale che staziona nella capitale di Lothal. Nella seconda stagione, viene promosso al rango di Luogotenente. Nella terza stagione, lavora sotto il comando di Thrawn e viene ingannato dall'Agente Kallus e portato a credere che la spia ribelle sia la Governatrice Pryce, venendo così arrestato e creduto l'informatore noto come "Fulcrum". Doppiato in lingua originale da Liam O'Brien ed in italiano da Vladimiro Conti (seconda stagione) e Francesco Pezzulli (terza stagione).
- Il Barone Valen Rudor (stagioni 1, 4) è un pilota di caccia TIE Imperiale stazionato a Lothal e che ha il compito di testare tutti i nuovi velivoli provenienti dal Sistema di Sienar nella prima stagione. Ritorna nell'episodio "L'occupazione" della quarta stagione, dove, in seguito alla morte del Vecchio Jho, ha preso possesso del suo bar, regalatogli dall'Impero come ricompensa per il lavoro svolto. Doppiato in lingua originale da Greg Ellis ed in italiano da Daniele Raffaeli.
- Il Senatore Gall Trayvis (stagione 1) è un Senatore esiliato che ha avuto il coraggio di pubblicare delle trasmissioni anti-Impero[27] violando le trasmissioni provenienti dal vicino emittente, HoloNet News. In "Una visione di speranza", si scopre che in realtà collabora con l'Impero per attirare in trappola i ribelli e che ha tentato di tendere una trappola all'equipaggio dello Spettro, venendo però in seguito ingannato da Hera. Nello stesso episodio, si scopre che conosceva i genitori di Ezra. Nell'episodio seguente, "Invito all'azione", dopo che il suo piano è fallito, proclama pubblicamente la sua fedeltà all'Impero e mette una taglia sulla testa dei Ribelli. Doppiato in lingua originale da Brent Spiner ed in italiano da Alessio Cigliano.
- La Ministra Maketh Tua (stagioni 1-2) è una nativa di Lothal, ministra dell'Impero Galattico e laureata all'Accademia Imperiale. A causa della frequente assenza della Governatrice Pryce, che si dirige spesso su Coruscant per condurre affari, la Ministra Tua è in carica della burocrazia Imperiale di Lothal. I suoi compiti principali includono tentare di centralizzare il commercio del pianeta ed il promuovere lo sviluppo della nuova fabbrica di caccia TIE sotto ordine di Tarkin. Dopo che Kanan sfugge a Tarkin su Mustafar al termine della prima stagione, la Ministra Tua teme di venire incolpata per il fallimento e decide di disertare ed unirsi ai Ribelli. Muore quando il suo shuttle viene fatto saltare in aria sotto ordine di Dart Fener, che incolpa i Ribelli della sua morte per rivoltare la popolazione di Lothal contro di loro. Doppiata in lingua originale da Kath Soucie ed in italiano da Daniela Calò.
- Azmorigan (stagioni 1-3) è un signore del crimine Jablogian ed il socio in affari di Vizago. Nella sua prima apparizione, nell'episodio "La mano dello sciocco", viene ingannato da Lando Calrissian e convinto a cedergli il suo prezioso porco-palla in cambio di Hera, che poi riesce a fuggire dalla sua nave. Rimasto a mani vuote, Azmorigan mette all'angolo il gruppo alla tenuta mineraria di Vizago, esigendo che gli restituiscano il porco-palla ed Hera, più tutto l'equipaggio dello Spettro, venendo però sconfitto e costretto alla fuga. Ricompare ne "I fratelli del Corno Rotto", dove viene ancora una volta sconfitto da Ezra e Hondo. Nell'episodio "Colpo grosso su Wynkahthu", si allea con Hondo ed insieme attaccano una nave da carico Imperiale, la quale viene però risucchiata dalla tempesta di un pianeta vicino, obbligandoli a richiedere l'aiuto dell'equipaggio dello Spettro. L'operazione garantisce ai ribelli numerose bombe protoniche, sebbene si scontrino con dei Droidi Sentinella Imperiali, mentre Hondo riesce solamente a recuperare involontariamente uno dei suoi ex-soci Ugnaught. Doppiato in lingua originale da James Hong ed in italiano da Sergio Lucchetti.
- Lando Calrissian (stagioni 1-2) è un contrabbandiere e giocatore d'azzardo che vince Chopper in una partita di Sabacc contro Zeb. Lo restituisce poi dopo che l'equipaggio dello Spettro fa superare clandestinamente a lui ed al porco-palla rubato ad Azmorigan il blocco Imperiale. Lando aiuta successivamente lo Spettro nella loro fuga da Dart Fener a Lothal in cambio di alcune merci Imperiali rubate. Doppiato in lingua originale da Billy Dee Williams ed in italiano da Massimo Bitossi.
- Ephraim e Mira Bridger (stagioni 1, 4) sono i genitori di Ezra, scomparsi quando lui aveva 7 anni. Erano buoni amici di Ryder Azadi e della famiglia Sumar. Stando ad Azadi, vennero uccisi in una rivolta in prigione da loro stessi avviata (dopo aver assistito al messaggio promulgato da Ezra) e che ha portato alla fuga di tutti i prigionieri tranne loro. Nel finale della serie "Riunione di famiglia e addio", Palpatine offre ad Ezra di riportare in vita i suoi genitori alterando la realtà grazie ad un ultimo pezzo del portale rimastogli in mano, cancellando però tutto ciò che i Ribelli hanno ottenuto fino ad ora. Alla fine, Ezra decide di rifiutare, dando un ultimo addio ai suoi genitori attraverso la Forza e distruggendo il portale. Doppiati in lingua originale rispettivamente da Dee Bradley Baker e Kath Soucie ed in italiano da Fabrizio Pucci e Barbara De Bortoli.
- Cikatro Vizago (stagioni 1-2, 4) è un signore del crimine devaroniano al quale l'equipaggio dello Spettro fornisce spesso materiali o per il quale lavora in cambio di denaro o informazioni. Nella quarta stagione, aiuta il gruppo dello Spettro a superare la barriera Imperiale su Lothal ("L'occupazione") ma viene in seguito scoperto, catturato e venduto come schiavo alla Gilda Mineraria, che lo incarica di guidare un cingolato che raccoglie materie prime della superficie di Lothal ("Il sequestro del cingolato"). Dopo essere stato liberato dalla squadra di Ezra, si unisce ai Ribelli di Lothal ed assiste l'equipaggio dello Spettro nello scontro finale contro la Governatrice Pryce ed il Grand'Ammiraglio Thrawn (negli episodi "La speranza di un folle" e "Riunione di famiglia e addio"). Doppiato in lingua originale da Keith Szarabajka ed in italiano da Antonio Palumbo.
- Il Vecchio Jho (stagioni 1-3) è un barista Ithoriano e proprietario di una popolare taverna di Lothal che utilizza un sintetizzatore vocale per parlare con tutti i propri clienti non-Ithoriani. Fornisce occasionalmente informazioni ai ribelli e diventa in seguito un membro della cellula ribelle di Ryder Azadi. Si scopre in seguito che è stato catturato mentre aiutava dei ribelli e giustiziato sommariamente dall'Impero. La sua taverna viene donata a Valen Rudor come ricompensa per i suoi servigi. Doppiato in lingua originale da Dee Bradley Baker ed in italiano da Ludovico Versino.
- Jai Kell (stagioni 1-4) è un giovane Lothaliano unitosi felicemente all'Accademia Imperiale, dove incontra Ezra, sotto copertura per rubare un decifratore Imperiale. Dopo aver scoperto che l'Inquisitore vuole portarlo via per sottoporlo ad un "addestramento speciale", proprio come aveva fatto con la sorella di Zare, decide di disertare con l'aiuto di Ezra, riunendosi a sua madre e preferendo nascondersi ("Sotto copertura"). Jai ritorna nella quarta stagione, aiutando Ezra e l'equipaggio dello Spettro come parte della cellula ribelle di Ryder Azadi ("L'occupazione"). Doppiato in lingua originale da Dante Basco ed in italiano da Niccolò Guidi.
- Morad e Marida Sumar (stagioni 1-3, 4) sono una coppia di contadini di Lothal ed amici dei genitori di Ezra. I due vengono imprigionati dall'Impero ma successivamente liberati da Ezra, finendo per unirsi alla cellula ribelle di Ryder Azadi. Morad viene ucciso nell'episodio "La talpa" dal Grand'Ammiraglio Thrawn dopo aver aiutato Kanan ed Ezra ad infiltrarsi nella fabbrica Imperiale nella quale lavorava come operaio. In lingua originale sono doppiati rispettivamente da Liam O'Brien e Vanessa Marshall ed in italiano da Alessandro Borghese[28] (stagione 1) Enrico Di Troia (stagione 3) e Gaia Bolognesi.
- Tseebo (stagione 1) è un amico Rodiano dei genitori di Ezra ricercato dall'Impero per aver caricato la metà dei loro dati compromettenti nell'impianto cibernetico digitale fuso nel proprio cervello. Doppiato in lingua originale da Peter MacNicol ed in italiano da Manfredi Aliquò.
- Obi-Wan Kenobi (stagione 3; guest 1) è un ex-generale Jedi nelle Guerre dei Cloni ed il maestro di Anakin Skywalker, comparso nella trilogia prequel e quella originale. Una versione giovane di Obi-Wan trasmette un messaggio olografico che comunica la caduta della Repubblica dopo l'Ordine 66, consigliando a tutti i Jedi di tenere un basso profilo. Kanan utilizza l'olocrone contenente questo messaggio per testare se Ezra è sensibile alla Forza o no nell'episodio "Scintilla di ribellione". Nell'episodio "Olocroni del destino", mentre Ezra studia gli Olocroni per determinare come distruggere i Sith, Maul scopre che Obi-Wan è ancora vivo. In "Visioni e voci", Maul ed Ezra scoprono che Obi-Wan Kenobi si nasconde su un "pianeta deserto con due soli". Nell'episodio "Soli gemelli", Maul raggiunge Tatooine con lo scopo di uccidere Obi-Wan, attirando Ezra sul pianeta nella speranza di farlo uscire allo scoperto. Dopo aver salvato Ezra dal deserto, il vecchio maestro Jedi lo consiglia sulla sua vera missione. Obi-Wan conduce poi Ezra al sicuro per poi affrontare ed uccidere Maul in duello. Prima che muoia, Kenobi gli rivela di stare sorvegliando il "Prescelto", colui che porterà equilibrio nella Forza e sconfiggerà i Sith.[29] Doppiato in lingua originale da James Arnold Taylor (da giovane) e da Stephen Stanton (da vecchio), ed in italiano da Francesco Bulckaen (da giovane) e da Rodolfo Bianchi (da vecchio). Quando Ezra entra nel tempio Jedi di Lothal nell'episodio "Un mondo tra i mondi", la voce di Obi-Wan Kenobi è tra quelle udite insieme a quella di Yoda ed Ezra lo chiama, credendo che sia presente.
- Yoda (stagioni 1-2; guest 4) è il Maestro Jedi di 900 anni andato in esilio su Dagobah in seguito alla Purga Jedi. Pur essendo menzionato molte volte da Kanan, Ahsoka ed Ezra, compare per la prima volta come voce nell'episodio "Il cammino dei Jedi", dove guida Ezra attraverso il tempio. In "Velo dell'oscurità", Yoda appare davanti ad Ezra (ed in seguito ad Ahsoka) dicendo loro di trovare Malachor. Quando Ezra entra nel tempio Jedi di Lothal nell'episodio "Un mondo tra i mondi", la voce di Yoda è tra quelle udite insieme a quella di Obi-Wan Kenobi ed Ezra lo chiama, credendo che sia presente. Doppiato in lingua originale da Frank Oz ed in italiano da Ambrogio Colombo. Filoni ha affermato "Ho preferito mantenere Yoda come un qualcosa di astratto per evitare di confondere il pubblico. Non volevo dar loro l'idea che Yoda potesse teletrasportarsi da un pianeta all'altro."

### Introdotti nella seconda stagione
- La Principessa Leila Organa[N 2] (stagione 2) è la principessa del pianeta Alderaan, figlia adottiva del Senatore Bail Organa e (all'insaputa di tutti, persino di sé stessa) figlia biologica di Dart Fener. Doppiata in lingua originale da Julie Dolan (prima stagione) e Carrie Fisher (quarta stagione) ed in italiano da Valentina Favazza. Filoni ha affermato che "Una delle parti più difficili del rappresentare Leila in Rebels è stato il far ricordare al pubblico che a questo punto, lei è parte dell'Impero. Lei non crede nell'Impero, ma si comporta come un'Imperiale, un po' come un agente segreto."[30]
- Quarrie (stagione 2) è un ingegnere Mon Calamari che vive sul pianeta Shantipole. Ha costruito il prototipo Ala-B donato ad Hera nell'episodio "Le ali del maestro". Successivamente si unisce alla Ribellione per supervisionare la costruzione di altri Ala-B, sotto richiesta del Senatore Organa. Doppiato in lingua originale da Corey Burton ed in italiano da Gerolamo Alchieri. Il suo nome è un riferimento all'illustratore Ralph McQuarrie.
- Comandante Jun Sato (stagioni 2-3) è il leader della cellula ribelle della Squadriglia Phoenix. Si sacrifica nell'episodio "Ora zero", decidendo di far schiantare la propria nave contro l'Incrociatore Interdictor dell'Ammiraglio Konstantine, uccidendo l'equipaggio di entrambe le navi ma aprendo una via di fuga per Ezra. Doppiato in lingua originale da Keone Young ed in italiano da Gianni Giuliano.
- AP-5 (stagioni 2-4) è un ex-droide analista dell'Impero e navigatore durante le Guerre dei Cloni, poi divenuto un droide magazziniere sulla nave da carico Imperiale 241. Si allea con i Ribelli per aiutarli a trovare il luogo dove stabilire una base, divenendo amico di Chopper. Doppiato in lingua originale da Stephen Stanton ed in italiano da Mauro Gravina.
- Imperatore Palpatine (stagione 4; guest 2) è l'Imperatore dell'Impero Galattico ed il maestro Sith di Dart Fener con il nome di Darth Sidious. Ha orchestrato l'ascesa al potere come Cancelliere e, al termine delle Guerre dei Cloni, ha cancellato l'Ordine Jedi e tramutato la Repubblica in Impero.[31] Dopo aver scoperto da Fener che Ahsoka Tano è tra le forze ribelli, gli ordina di catturarla in quanto potrebbe conoscere la posizione dei Jedi rimasti, inviando al contempo un Inquisitore per dare la caccia ai Ribelli. In "Un mondo tra i mondi", cerca di usare Ezra per accedere al vuoto tra lo spazio ed il tempo e manipolare così la linea temporale della Galassia, ma viene fermato quando Ezra distrugge il portale. Nel finale della serie, "Riunione di famiglia e addio", l'Imperatore Palpatine utilizza un ologramma di sé stesso quando il Grand'Ammiraglio Thrawn gli porta Ezra. Cerca quindi di tentare Ezra riattivando il portale e promettendogli di riportargli indietro i suoi genitori, ma Ezra rifiuta e lo distrugge, facendolo infuriare. Doppiato in lingua originale da Sam Witwer (seconda stagione, primo doppiaggio) e Ian McDiarmid (quarta stagione e ridoppiaggio seconda stagione) ed in italiano da Carlo Reali.
- Quinto Fratello (stagione 2) è un Inquisitore di razza sconosciuta ed il compagno della Settima Sorella. Dopo gli eventi de "L'assedio di Lothal", viene inviato da Dart Fener sotto ordine di Palpatine a dare la caccia ai Ribelli dopo aver scoperto che Ahsoka è una di loro. Appare per la prima volta in "Resti della vecchia Repubblica", dove si incontra con l'Ammiraglio Konstantine dicendogli che riuscirà dove lui e Kallus hanno fallito. In "Ce ne sono sempre due", lui e la Settima Sorella attaccano Ezra, Sabine, Zeb e Chopper durante la loro visita ad una vecchia base della Repubblica usata durante le Guerre dei Cloni. Ne "Il crepuscolo dell'apprendista", accompagna la Settima Sorella e l'Ottavo Fratello quando inseguono Ezra, Kanan ed Ahsoka su Malachor. Viene successivamente ucciso a sangue freddo da Maul. Doppiato in lingua originale da Philip Anthony-Rodriguez ed in italiano da Stefano Mondini. Il Quinto Fratello è riapparso nella miniserie televisiva spin-off Obi-Wan Kenobi, interpretato da Sung Kang e doppiato in italiano da Francesco Meoni.
- Settima Sorella (stagione 2) è un Inquisitore Mirialana dotata di una maschera di ferro che le ricopre tutto il volto ed è la compagna del Quinto Fratello. È sempre accompagnata da dei piccoli Droidi Sonda. Appare per la prima volta in "Ce ne sono sempre due", dove cerca di catturare l'equipaggio dello Spettro con l'aiuto del Quinto Fratello. Ne "Il crepuscolo dell'apprendista", accompagna il Quinto Fratello e l'Ottavo Fratello all'inseguimento di Ezra, Kanan e Ahsoka. Viene successivamente decapitata a sangue freddo da Maul. Doppiata in lingua originale da Sarah Michelle Gellar ed in italiano da Francesca Fiorentini.
- Ottavo Fratello (stagione 2) è il quarto Inquisitore introdotto nella serie, un Jango Jumper Terreliano che ha pedinato l'ex-Signore dei Sith Darth Maul fino al pianeta Malachor. Dopo aver brevemente affrontato Ahsoka e Kanan, viene catturato ma riesce a segnalare la propria posizione al Quinto Fratello ed alla Settima Sorella, che vengono ad aiutarlo venendo però tutti e tre respinti grazie all'aiuto di Maul. I tre attaccano successivamente i Jedi e Maul mentre cercano di raggiungere la cima del tempio Sith, contenente l'Olocrone che stanno cercando, e qui l'Ottavo Fratello dimostra una funzione a sega presente nella sua spada laser. Tuttavia, la sua spada laser viene danneggiata nello scontro con Kanan e cerca di scappare, finendo poi per morire precipitando da una scarpata quando l'elsa della sua spada (adibita a funzione di elicottero) si spezza. Doppiato in lingua originale da Robbie Daymond Howard ed in italiano da Gianfranco Miranda.
- Brom Titus (stagioni 2-4) è un Ammiraglio incaricato di testare il nuovo incrociatore Interdictor nella seconda stagione. La sua nave viene distrutta dalla Ribellione e lui viene degradato al ruolo di Comandante nella terza stagione. Viene più tardi interrogato insieme al Capitano Brunson nell'episodio "Con occhi Imperiali" quando il Grand'Ammiraglio Thrawn cerca di identificare l'agente Ribelle Fulcrum. Nell'episodio "In nome della Ribellione", viene ucciso insieme al suo equipaggio su Jalindi quando Saw Gerrera fa esplodere il suo Incrociatore. Doppiato in lingua originale da Derek Partridge ed in italiano da Stefano Alessandroni.
- Fenn Rau (stagioni 2-3-4) è il leader dei Protettori di Concord Dawn, organizzazione d'élite che proteggeva la famiglia reale di Mandalore. Veterano delle Guerre dei Cloni, viene corrotto dall'Impero per impedire ai Ribelli di attraversare il suo sistema, sebbene poi ordini agli altri Protettori di permetterne il passaggio, dopo essere stato catturato da Sabine. Dopo aver visto i suoi uomini massacrati dai Supercommando Imperiali, decide di unirsi ufficialmente alla Ribellione, prendendo anche alla Guerra Civile Mandaloriana come membro del Clan Wren. Doppiato in lingua originale da Kevin McKidd ed in italiano da Roberto Certomà.
- Hondo Ohnaka (stagioni 2-4) è un Weequay e leader di un gruppo di pirati noti come la Banda di Hondo che operava nell'Orlo Esterno durante le Guerre dei Cloni. È noto per aver catturato Obi-Wan Kenobi, Anakin Skywalker ed il Conte Dooku contemporaneamente. Perse la sua squadra a causa dell'Impero Galattico in un momento imprecisato tra gli eventi di The Clone Wars e quelli di Rebels. Ezra e Chopper lo incontrano per la prima volta nell'episodio "I Fratelli del Corno Rotto", quando rispondo al suo SOS e scoprono che ha vinto a Sabacc la nave di Vizago. In seguito ad uno scontro con Azmorigan, Ezra scopre che Hondo ha imprigionato Vizago a bordo della nave. Dopo averlo liberato, Hondo fugge dalla nave e raggiunge lo Spettro. Permette quindi all'equipaggio della suddetta nave di tenere i generatori richiesti dal Comandante Sato e se ne va. Ricompare nell'episodio "Leggende dei Lasat", dove dà all'equipaggio dello Spettro le coordinate di due sopravvissuti Lasat, venendo poi catturato dall'Impero. In "Passi nell'ombra", Ezra, Sabine, Zeb e Chopper lo salvano da una prigione Imperiale in cambio di delle informazioni che permetteranno alla Ribellione di rubare degli Ala-Y. Si unisce anche lui alla missione, ma abbandona il gruppo successivamente fuggendo a bordo di uno shuttle con un gruppo di Ugnaught. Hondo ritorna nell'episodio "Colpo grosso a Wynkahthu" dopo essersi alleato con Azmorigan ed attacca una nave da carico Imperiale che viene però risucchiata da una tempesta vicina, obbligando i due a chiedere aiuto all'equipaggio dello Spettro. L'operazione fornisce ai Ribelli numerose bombe protoniche, mentre Hondo recupera involontariamente uno dei suoi vecchi soci Ugnaught. Hondo aiuta un'ultima volta l'equipaggio dello Spettro durante la battaglia finale contro la Governatrice Pryce ed il Grand'Ammiraglio Thrawn su Lothal. Doppiato in lingua originale da Jim Cummings ed in italiano da Pasquale Anselmo.
- Ketsu Onyo (stagioni 2-4) è una cacciatrice di taglie Mandaloriana e vecchia amica di Sabine Wren. Le due fuggirono dall'Accademia Imperiale di Mandalore insieme, ma quando Ketsu diede Sabine per morta in seguito ad un incidente, lei si unì al Sole Nero, mentre Sabine all'equipaggio dello Spettro. Si rincontrano nell'episodio "Sorelle di sangue" ed inizialmente sono nemiche, ma in seguito si riappacificano dopo aver respinto alcuni soldati Imperiali. Ketsu assiste più tardi i Ribelli nell'episodio "Il droide dimenticato" aiutandoli a cercare un sistema solare non occupato dall'Impero Galattico. Onyo prende infine parte allo scontro finale per liberare Lothal nell'ultimo episodio "Riunione di famiglia e addio" ed in seguito continua ad aiutare la Ribellione. Doppiata in lingua originale da Gina Torres ed in italiano da Tatiana Dessi.
- Ryder Azadi (stagioni 2-4) è l'ex-Governatore di Lothal ed amico di famiglia di Ephraim e Mira Bridger. Li ha segretamente aiutati nella loro campagna contro l'Impero Galattico, la quale ha portato al loro arresto. Ryder riuscì ad evadere di prigione, ma i suoi due amici no. Dopo aver aiutato la Ribellione in una missione insieme alla Principessa Leila, Ryder decide di formare una nuova cellula ribelle su Lothal. Più tardi finge di tradire i Ribelli per attirare la Governatrice Pryce in una trappola. Durante la parte finale della battaglia, cerca di convincere Pryce ad uscire dalla base Imperiale quando questa sta per esplodere, anche se lei decide di morire restando fedele all'Impero fino all'ultimo. Ciò che gli accade dopo la liberazione di Lothal è sconosciuto. Doppiato in lingua originale da Clancy Brown ed in italiano da Nino Prester.
- Il Capitano Gregor (stagioni 2-4), il cui numero di serie è CC5576-39, è un clone commando e superstite del Gruppo Foxtrot, promosso comandante dopo essere quasi morto su Abafar mentre assisteva Meebur Gascon. Qualche tempo dopo le Guerre dei Cloni, Gregor subì un trauma al cervello e da allora soffre di brevi momenti di follia. Nel finale della serie "Riunione di famiglia e addio", Gregor e Wolffe si uniscono ai Ribelli di Lothal nel loro scontro finale contro l'Impero e Gregor viene ferito mortalmente nel tentativo di attivare il generatore di scudi della base Imperiale e proteggere così la città dal bombardamento del Grand'Ammiraglio Thrawn. Doppiato in lingua originale da Dee Bradley Baker ed in italiano da Alessandro Ballico.
- Il Comandante Wolffe (stagioni 2-4), il cui numero di serie è CC-3636, è un comandante clone che servì sotto il comando del maestro Jedi Plo Koon durante le Guerre dei Cloni. Wolffe è noto per il suo occhio mancante. Ne "I comandanti perduti", per proteggere i suoi amici cloni, tradisce l'equipaggio dello Spettro comunicando la loro posizione all'Impero, pentendosene successivamente e decidendo di aiutarli. Lui e Gregor si uniscono successivamente ai Ribelli di Lothal nel finale della serie per liberare il pianeta dall'occupazione Imperiale. Doppiato in lingua originale da Dee Bradley Baker ed in italiano da Alessandro Ballico.
- Maul (stagioni 2-3) è uno Zabrak ex-signore dei Sith ed apprendista dell'Imperatore Palpatine che ha perso la sua posizione dopo essere stato sconfitto da Obi-Wan Kenobi su Naboo durante La Minaccia Fantasma. Maul ritorna durante le Guerre dei Cloni e cerca di formare un impero criminale, venendo però sconfitto da Palpatine in persona. Costretto alla fuga e con la sua razza estinta dall'assalto dei Separatisti, Maul incontra Ezra sul pianeta Malachor mentre cerca un tempio Sith nascosto.[32] Pur aiutando Ezra uccidendo il Quinto Fratello e la Settima Sorella, Maul rivela successivamente le sue intenzioni, ovvero rendere Ezra suo apprendista. Dopo aver accecato Kanan, fugge da Malachor con uno dei Caccia TIE degli Inquisitori dopo la distruzione del tempio. Ritorna poi nella terza stagione, dove si impossessa degli olocroni Jedi e Sith per poter osservare il futuro, scoprendo che un uomo che da molto tempo credeva morto è ancora vivo: Obi-Wan Kenobi. Per la prima volta, questo dà a Maul uno scopo, ovvero trovare il suo vecchio nemico ed ucciderlo. Dopo aver convinto Ezra ad utilizzare un rituale delle Sorelle della Notte per accedere al resto della visione nell'episodio "Visioni e voci", Maul scopre che Obi-Wan si trova su un Pianeta deserto con due soli. Pur riuscendo a trovare il suo avversario nell'episodio "Soli gemelli", viene alla fine ucciso da quest'ultimo. L'ormai morente Maul scopre poi che Obi-Wan sta proteggendo il "Prescelto" e spira fra le braccia del suo vecchio nemico con le parole "Lui ci vendicherà", lasciando finalmente andare tutto il suo odio per Kenobi. Doppiato in lingua originale da Sam Witwer ed in italiano da Edoardo Stoppacciaro.
- La Presenza (stagioni 2-3) è un'entità presente all'interno dell'Olocrone Sith usato per accedere all'Antico Tempio Sith di Malachor. La voce all'interno dell'olocrone prova a convincere Ezra ad utilizzare il Tempio per guadagnare un potere sconfinato da usare contro i suoi nemici. Durante lo scontro tra Ahsoka e Fener, Kanan ed Ezra collaborano per rimuovere l'olocrone dal piedistallo, destabilizzando l'intero tempio e rilasciando un'immensa quantità di energia che esplode e fa collassare la struttura. Ezra apre successivamente l'Olocrone e scopre i segreti del Lato Oscuro grazie alla Presenza, prima che esso venga preso in custodia dal Bendu sotto richiesta di Kanan. Ezra e Kanan ritornano poi a prenderlo e lo portano da Maul. La fusione fra l'Olocrone Sith e quello Jedi permette ad Ezra e Maul di avere una visione, la quale viene però interrotta, distruggendo entrambi gli Olocroni e presumibilmente annientando la Presenza. Doppiata in lingua originale da Nika Futterman ed in italiano da Angela Brusa.
- Cham Syndulla (stagioni 2-3), voce originale di Robin Atkin Downes, italiana di Antonio Sanna.
Padre di Hera, ha combattuto insieme a Mace Windu durante le guerre dei cloni per liberare il suo pianeta natale Ryloth dai Separatisti. Molti anni dopo, durante l'era dell'Impero, incontra nuovamente sua figlia chiedendo aiuto per contrastare l'Impero che sta bombardando Ryloth.
- Numa (stagioni 2-3), voce originale di Catherine Taber, italiana di Giulia Santili.
Membro femminile di razza twi'lek, fa parte della cellula ribelle su Ryloth guidata da Cham Syndulla. Quando era bambina, durante le guerre dei cloni, fece amicizia con due soldati clone della Repubblica, "Waxer" e "Boil", durante l'invasione Separatista sul suo pianeta natale.
- Gobi Glie (stagioni 2-3), voce originale di Corey Burton, italiana di Mimmo Strati.
Maschio Rutian twi'lek che vive su Ryloth, membro della cellula ribelle di Cham Syndulla. Durante le guerre dei cloni, faceva parte della resistenza twi'lek che si opponeva all'occupazione del pianeta da parte dell'Alleanza Separatista.
- Chava (stagioni 2, 4), voce originale di Grey Griffin, italiana di Lorenza Biella.
Un'anziana druida lasat che viene salvata da Zeb e dal suo gruppo. Lei e Gron sono alcuni dei pochissimi superstiti Lasat.
- Gron (stagioni 2, 4), voce originale di Gary Anthony Williams, italiana di Dario Oppido.
Un forzuto lasat che viene salvato da Zeb e dal suo gruppo. Lui e Chava sono alcuni dei pochissimi superstiti lasat.

### Introdotti nella terza stagione
- Wedge Antilles (stagioni 3-4) è un ex-pilota di caccia TIE Imperiale divenuto pilota Ribelle che appare nella trilogia originale. Incontra Sabine sotto copertura nell'Accademia Imperiale nell'episodio "Benvenuti nella Ribellione" e decide di disertare insieme al suo amico Hobbie, unendosi così all'Alleanza Ribelle. Doppiato in lingua originale da Nathan Kress ed in italiano da Stefano Broccoletti.
- Saw Gerrera (stagioni 3-4) è il leader di una cellula ribelle che ha aiutato la resistenza a liberare il pianeta Onderon dai Separatisti durante le Guerre dei Cloni dopo essere stato addestrato da Ahsoka Tano, Anakin Skywalker, Obi-Wan Kenobi ed il Capitano Rex. La liberazione è però culminata nella morte della sorella di Saw, Steela Gerrera, ed il pianeta è stato conquistato dall'Impero, il che ha trasformato Saw in un temuto estremista. Nell'episodio "Fantasmi di Geonosis", Saw viene inviato insieme ad una squadra Ribelle ad indagare sulla scomparsa della razza Geonosiana. Dopo essere stato salvato dall'equipaggio dello Spettro, ha poi formato il suo noto gruppo di Partigiani ed ha iniziato ad indagare su una presunta super arma costruita dall'Impero. Doppiato in lingua originale da Forest Whitaker ed in italiano da Roberto Stocchi.
- Mon Mothma (stagioni 3-4) è l'ex-Senatrice di Chandrilla al servizio della Repubblica. Nell'episodio "Un carico segreto" diserta dall'Impero e viene inseguita da dei caccia, venendo però salvata dallo Spettro e dalla Squadriglia Oro, stabilendosi poi su Dantooine. Viene successivamente contattata da Ezra durante "Ora zero", quando gli dice che non può inviare rinforzi per l'Alleanza Ribelle, in quanto facendolo farebbe cadere le sue forze nella trappola del Grand'Ammiraglio Thrawn. Doppiata in lingua originale da Genevieve O'Reilly ed in italiano da Sabrina Duranti.
- Mart Mattin (stagioni 3-4) è un giovane pilota Ribelle umano nipote del Comandante Sato che si trovava nella squadra di Hera Syndulla durante l'attacco alla Città di Lothal nell'episodio "Assalto Ribelle". È l'unico pilota Ribelle a sopravvivere allo scontro insieme ad Hera e Chopper, riuscendo poi a fuggire ed unendosi alla cellula Ribelle di Lothal. Gioca un ruolo fondamentale nel finale della serie dove, sotto consiglio di Ezra, utilizza lo Spettro per emettere un richiamo che attira i purrgil contro la flotta di Thrawn. Doppiato in lingua originale da Zachary Gordon ed in italiano da Manuel Meli. Il nome Mart Mattin è una romanizzazione di Matt Martin, membro della Lucasfilm Story Group.
- Il Grand'ammiraglio Thrawn (stagioni 3-4) è un ufficiale d'alto grado dell'Esercito Imperiale ed uno dei pochi ufficiali non-umani dell'Impero, in quanto appartiene alla razza dei Chiss, umanoidi dalla pelle azzurra e dagli occhi rossi. Venne inizialmente introdotto nella trilogia di romanzi a lui dedicati scritti da Timothy Zahn nel 1990 e reso poi ufficialmente canonico nella terza stagione di Rebels.[33] Dave Filoni ha affermato che "È impossibile essere dei veri fan di Star Wars senza aver letto L'Erede dell'Impero. Erano tempi bui quando c'erano pochissimi film, ed il fatto che effettivamente potevano esserne girati altri faceva impazzire." Spiegò anche quanto il personaggio fosse importante per l'universo espanso e che l'impatto generato dal renderlo canonico fu vitale.[34] Durante la battaglia finale su Lothal, Thrawn affronta Ezra a bordo del proprio star destroyer, il quale viene però afferrato dai purrgil, che lo trascinano con loro verso una posizione ignota effettuando il salto nell'iperspazio. Doppiato in lingua originale da Lars Mikkelsen ed in italiano da Mario Cordova.
- Il Capitano Brunson (stagione 3) è un capitano dell'esercito Imperiale che compare nell'episodio "Fantasmi di Geonosis" della terza stagione, dove pilota un incrociatore leggero e tenta di catturare l'equipaggio dello Spettro per garantire una promozione per sé e la sua squadra. I Ribelli distruggono la sua nave, ma lei sopravvive. Viene successivamente interrogata dal Comandante Brom Titus nell'episodio "Con occhi Imperiali" quando egli sta cercando la spia ribelle Fulcrum. Doppiata in lingua originale da Leslie L. Miller ed in italiano da Laura Facchin.
- Il Controllore (stagione 3) è un agente segreto Imperiale che comanda una nave spia ed è capace di controllare i droidi dalla distanza. Nell'episodio "Un droide agente doppio", guadagna il controllo di Chopper e cerca di usarlo per scoprire la posizione della base ribelle. Dopo essere riuscito ad evitare di venire espulso nello spazio, l'equipaggio dello Spettro spegne Chopper appena prima che riesca a trasmettere le informazioni al controllore. Per vendicarsi per ciò che ha fatto al suo droide, Hera sovraccarica la nave del Controllore di dati, facendola esplodere ed uccidendo lui ed il suo equipaggio. Doppiato in lingua originale da Josh Gad ed in italiano da Emilio Barchiesi.
- La Governatrice Arihnda Pryce (stagioni 3-4) è la Governatrice di Lothal che lavora per l'Impero Galattico. Appare per la prima volta nella terza stagione di Rebels. Dopo i ripetuti successi dei ribelli contro l'Impero, viene convocata dal Grand Moff Tarkin, che le chiede come ha intenzione di risolvere questo problema. Pryce risponde di avere bisogno di "qualcuno che veda le cose più in grande", riferendosi al Grand'Ammiraglio Thrawn. Dopo aver tentato di spazzare via i ribelli rubando degli Ala-Y, Thrawn ordina a Pryce di lasciarli fuggire dopo essersi reso conto che il gruppo inviato a recuperare i velivoli non è l'intera flotta ribelle. Pryce si dirige più tardi alla Skystrike Academy per trovare i piloti disertori. Dopo che i disertori tentano di fuggire, prova ad interrogare ed affrontare l'infiltrata Sabine Wren, venendo però da lei stordita. Pryce arriva poi a Lothal con Thrawn per indagare su un presunto sabotaggio di dell'equipaggiamento Imperiale. Dopo che Thrawn smaschera ed uccide il ribelle Morad Sumar, Pryce e lo staff bloccano tutte le uscite della fabbrica, non riuscendo però a fermare Ezra Bridger e Kanan Jarrus, che fuggono con delle preziose informazioni sul nuovo caccia TIE Defender grazie all'aiuto dell'Agente Kallus (che convince Lyste del fatto che sia lei la spia, portandolo a stordirla e venendo quindi arrestato). Nell'episodio Ora Zero, scopre del tradimento di Kallus dopo che Thrawn lo smaschera, supportando poi il Grand'Ammiraglio nella battaglia di Atollon. Quando Kallus la fa infuriare dicendole che i Ribelli sono più forti ed intelligenti di lei, ordina che venga imprigionato, ma lui riesce a fuggire stordendo i due Death Trooper che la accompagnavano. In "Notte Jedi", ordina di far aprire il fuoco volontariamente sul deposito di carburante Imperiale di Lothal nel tentativo di impedire la fuga dei Ribelli, uccidendo però Kanan. Nonostante Pryce tenti di coprire le tracce del proprio fallimento organizzando una festa, Thrawn scopre della distruzione del deposito e si infuria. Ne "La speranza di un folle", lei e Rukh attaccano la base ribelle dopo che Azadi le dà la sua posizione, senza però rendersi conto che è una trappola, e vengono entrambi catturati. Nel finale della serie "Riunione di famiglia e addio", dimostra per un'ultima volta la sua fedeltà all'Impero scegliendo di rimanere sul Centro di Comando ormai pronto ad esplodere piuttosto che essere fatta prigioniera dai Ribelli, morendo. Doppiata in lingua originale da Mary Elizabeth McGlynn ed in italiano da Cinzia De Carolis.
- Vult Skerris (stagione 3-4) è un comandante dell'esercito Imperiale e pilota di TIE, descritto da Thrawn come "il suo miglior pilota". Appare inizialmente come istruttore della Skystrike Academy nell'episodio "Benvenuti nella Ribellione", dove dimostra un'assoluta mancanza di rispetto per la vita umana. Skerris tenta più tardi di impedire la fuga a Sabine Wren, Wedge Antilles e Derek "Hobbie" Klivian, venendo però messo in fuga dall'arrivo di una nave Ribelle. Riappare in "Carico segreto" pilotando il prototipo di TIE Defender all'inseguimento di Mon Mothma dove, pur non riuscendo a catturarla, distrugge tre Ala-Y dello Squadrone Oro. Muore nell'episodio "Assalto Ribelle" durante l'attacco dell'Alleanza Ribelle alla flotta Imperiale sopra Lothal, quando Hera disattiva con un trucco gli scudi del suo Defender e successivamente lo abbatte. Doppiato in lingua originale da Mario Vernazza ed in italiano da Gaetano Lizzio.
- Il Capitano Slavin (stagioni 3-4) è il secondo in comando del Grand'Ammiraglio Thrawn. Appare per la prima volta nell'episodio "Gli eroi di Hera" della terza stagione come nemesi di Cham Syndulla e successivamente di sua figlia Hera. Nell'episodio "In nome della Ribellione", comanda uno star destroyer incaricato di trasportare un gigantesco cristallo kyber. Muore in seguito insieme a tutto il suo equipaggio quando Saw Gerrera fa esplodere il cristallo, obliterando così la nave. Doppiato in lingua originale da André Sogliuzzo ed in italiano da Massimo De Ambrosis.
- Il Colonnello Wulf Yularen (stagione 3) era un ammiraglio delle Guerre dei Cloni, divento ora un colonnello dell'ISB. In "Con occhi Imperiali", viene convocato dal Grand'Ammiraglio Thrawn durante la sua ricerca della spia Ribelle Fulcrum, riunendosi così con il suo miglior studente, l'Agente Kallus. Quando questi neutralizza Lyste accusandolo di essere Fulcrum, Yularen lo fa arrestare e si congratula con il suo studente, rimanendo poi scioccato dopo che Thrawn gli comunica che in realtà Fulcrum è lo stesso Kallus. Doppiato in lingua originale da Tom Kane ed in italiano da Stefano Oppedisano.
- Gar Saxon (stagione 3) era il Reggente Imperiale di Mandalore, reso leader e comandante dei Supercommando Imperiali dall'Impero. Dopo aver scoperto che i Protettori di Concord Dawn hanno permesso alle navi di ribelli di attraversare il loro sistema, guida una squadra per ucciderli ed attirare così Fenn Rau. Dopo aver affrontato Sabine Wren, la informa che la sua famiglia si è schierata con l'Impero, ma viene da lei sconfitto. Saxon offrirà più tardi ad Ursa Wren, madre di Sabine, la libertà di sua figlia in cambio di Kanan ed Ezra, solo per rimangiarsi successivamente la parola e tentare di annientare l'intero Clan Wren. Avendo ricevuto da Ursa la Spada Oscura, affronta in duello Sabine (armata con la spada laser di Ezra) e viene sconfitto ma risparmiato. Viene però successivamente ucciso da Ursa con un colpo di pistola dopo che tenta di sparare a Sabine alle spalle. Doppiato in lingua originale da Ray Stevenson ed in italiano da Lucio Saccone.
- La Contessa Ursa Wren (stagioni 3-4) è la madre di Sabine ed attuale leader del Clan Wren. Ex-membro del gruppo Mandaloriano noto come Ronda della Morte, è stata successivamente obbligata ad unirsi all'Impero dopo che Sabine creò un'arma che venne utilizzata contro la sua stessa gente. Sabine, Kanan ed Ezra giungono nel suo sistema per chiarire le cose con lei, nonostante lei non voglia avere dei Jedi nella sua residenza. Preoccupata prevalentemente della salute della sua famiglia e del suo clan, fa un accordo con Gar Saxon, consegnandogli Ezra e Kanan in cambio dell'incolumità di Sabine, venendo poi tradita. Ursa uccide poi Gar Saxon quando questi cerca di sparare a Sabine alle spalle dopo essere stato da lei sconfitto, il che porta alla Guerra Civile Mandaloriana. Doppiata in lingua originale da Sharmilla Devar ed in italiano da Stefanella Marrama.
- Tristan Wren (stagioni 3-4) è il fratello minore di Sabine ed il figlio di Ursa Wren. Dopo che Sabine viene creduta una traditrice dai Mandaloriani, suo padre viene preso in ostaggio da Gar Saxon. Volendo tenerlo in vita, Tristan si unisce ai Supercommando Imperiali, sotto gli ordini di Saxon. Tuttavia, decide successivamente di unirsi alla sua famiglia contro Gar Saxon ed aiuta anche sua sorella nell'assistere i ribelli ad Atollon quando Thrawn attacca il pianeta. Doppiato in lingua originale da Ritesh Rajan ed in italiano da Emanuele Ruzza.
- Il Generale Kalani (stagione 3) è un droide super tattico che conduce un battaglione ancora attivo di Droidi da Battaglia Separatisti su Agamar. Appare inizialmente nella quinta stagione di The Clone Wars, come generale droide su Onderon. Successivamente, blocca il comando di disattivazione dell'Ordine 66 credendolo una trappola della Repubblica, lasciando così sé stesso e le sue truppe attive su Agamar. Kalani vuole combattere Rex per porre fine alle Guerre dei Cloni e scoprire chi è superiore fra droidi e cloni. Tuttavia, Ezra impedisce a Rex di distruggerlo e gli fa capire che l'Impero ha manipolato sia i Droidi che i Cloni per rafforzarsi. Kalani si chiarisce quindi con Rex e si allea con i Ribelli per combattere l'Impero e fuggire. Decide comunque di non unirsi alla Ribellione, in quanto considera le loro probabilità di successo minori dell'1%. Doppiato in lingua originale da Gregg Berger ed in italiano da Paolo Buglioni.
- Il Bendu (stagione 3) è un individuo sensibile alla Forza presente sul pianeta Atollon e rappresenta il "centro" della Forza, fra il Lato Chiaro ed il Lato Oscuro. Nella sua prima apparizione, insegna a Kanan come occuparsi dei ragni krykna[35] che popolano il pianeta e, in seguito all'accecamento di Kanan per mano di Maul, prende in consegna l'olocrone Sith. In "Olocroni del destino", Ezra e Kanan tornano a recuperare da lui l'olocrone Sith per salvare i loro amici da Maul, venendo però avvertiti dall'entità che unire l'olocrone Jedi con quello Sith può essere pericoloso. Nell'episodio "Ora zero", si rifiuta di aiutare Kanan contro il Grand'Ammiraglio Thrawn a causa della sua neutralità e si infuria quando il Jedi gli dà del codardo. Successivamente, genera una tempesta per attaccare gli Imperiali ed obbligarli ad abbandonare Atollon, dando così allo Spettro il tempo necessario per fuggire ma venendo abbattuta dal fuoco di alcuni AT-AT. Quando poi Thrawn gli spara, scompare ridendo e lasciando il Grand'Ammiraglio con una profezia, la quale vede la sua sconfitta come "molte braccia che lo circondano in un freddo abbraccio". La profezia si avvera in seguito quando, nel finale della serie, "Riunione di famiglia e addio", Thrawn ed il suo star destroyer vengono trascinati via nell'iperspazio dai purrgil, uno dei quali avvolge Thrawn con i suoi tentacoli, il "freddo abbraccio" di cui parlava il Bendu. Doppiato il lingua originale da Tom Baker ed in italiano da Gino La Monica.
- Generale Jan Dodonna (stagioni 3-4), voce originale di Michael Bell, italiana di Pieraldo Ferrante.
Il generale di una cellula ribelle che si unisce alla Squadriglia Phoenix dopo la fuga su Atollon.

### Introdotti nella quarta stagione
- Rukh (stagione 4) è un assassino Noghri che, pur non essendo tecnicamente un membro delle forze Imperiali, è un agente e tracciatore al servizio dell'Ammiraglio Thrawn. Ha un acuto senso dell'olfatto che utilizza per individuare le sue vittime ed è armato di un'elettrostaffa. Appare per la prima volta nell'episodio "Affinità" per inseguire i ribelli dello Spettro dopo che questi hanno rubato delle vitali informazioni sul TIE Defender e, in "Assalto ribelle", cattura Hera Syndulla dopo che l'attacco dell'Alleanza Ribelle alla fabbrica TIE di Lothal fallisce. In "Notte Jedi", Rukh affronta Kanan e viene lanciato giù da un tetto. Nell'episodio "DUME", affronta sia Zeb che Sabine e viene quasi ucciso dal primo, finché la seconda non lo convince a risparmiarlo e lo rispedisce dagli Imperiali svenuto, legato ad uno speeder e coperto di vernice. In "La speranza di un folle", Rukh e Pryce attaccano la Base Ribelle dopo averne scoperto la posizione, ma cadono in una trappola. Viene successivamente gettato giù da una scarpata da un Loth-Lupo. In "Riunione di famiglia e addio", Rukh rivela di essere sopravvissuto alla caduta e tende un'imboscata a Vizago, Wolffe e Mart, venendo però spinto alla fuga da un Loth-Lupo. Successivamente, raggiunge il Centro di Comando Imperiale di Lothal, affrontando per un'ultima volta Zeb e venendo ucciso da questo, che lo lega ad un conduttore di energia elettrica appena prima della riattivazione del generatore, che lo folgora. Doppiato in lingua originale da Warwick Davis ed in italiano da Francesco De Francesco. Rukh è uno dei personaggi presenti nei romanzi di Thrawn, dove è la guardia del corpo personale del Grand'Ammiraglio, contro il quale alla fine si ribella, uccidendolo.
- Ministro Veris Hydan (stagione 4) è un Ministro Imperiale esperto nell'archeologia e nei linguaggi antichi che funge da antagonista principale degli episodi "Lupi e una porta" e "Un mondo tra i mondi". Hydan viene inviato dall'Imperatore Palpatine al tempio Jedi di Lothal per sbloccare il portale che garantisce l'accesso ad uno spazio vuoto tra i mondi, che l'Imperatore vuole usare per guadagnare il controllo della Forza a livello cosmico e plasmare così a suo piacere lo spazio ed il tempo per manipolare la linea temporale. Ezra, guidato da numerosi Loth-Lupi affiliati con la Forza, riesce a sbloccare l'accesso al vuoto e ad entrarci. Sabine, che lo ha accompagnato, viene catturata dalle forze Imperiali e portata davanti ad Hydan, che fa leva sulla sua passione per l'arte per spingerla ad aiutarlo a decifrare i pittogrammi ed i murali del tempio e sbloccare così l'accesso al vuoto. La ragazza riesce a scoprire però come sigillare il portale e viene quasi subito salvata da Hera e Zeb e riunita con Ezra, il quale usa la sua conoscenza per sigillare il vuoto e far collassare il tempio. Hydan viene visto per l'ultima volta disperarsi del fatto che tutta la conoscenza che cercava sta venendo distrutta, fino a quando il terreno non cede sotto i suoi piedi e lo fa precipitare, morendo. Doppiato in lingua originale da Malcolm McDowell ed in italiano da Dario Penne.
- Bo-Katan Kryze (stagione 4) è un ex-membro del gruppo Mandaloriano noto come Ronda della Morte durante le Guerre dei Cloni guidato da Pre Viszla e successivamente da Darth Maul, al quale ha deciso di ribellarsi; le sue idee sono sempre state opposte a quelle di sua sorella, la Duchessa Satine Kryze. Un anno dopo, scacciato Maul da Mandalore, ne diventerà brevemente la reggente, fino a quando non si rifiuterà di ubbidire all'Imperatore, venendo quindi sostituita dal Clan Saxon. Durante la Guerra Civile Mandaloriana, si schiera con il Clan Wren e riceve la Spada Oscura da Sabine, divenendo a tutti gli effetti la leader ufficiale di Mandalore. Doppiata in lingua originale da Katee Sackhoff ed in italiano da Claudia Catani. Sackoff ha affermato che tornerà ad interpretare il personaggio nella seconda stagione di The Mandalorian.[36]
- Tiber Saxon (stagione 4) è il fratello di Gar Saxon, governatore Imperiale di Mandalore e leader dei Supercommando Imperiali dopo la morte di suo fratello per mano del Clan Wren. Per sopprimerla ribellione Mandaloriana, ordina la costruzione di un'arma conosciuta come Generatore ad Arco (nome in codice Duchessa), sviluppata da Sabine Wren quando era un cadetto all'Accademia Imperiale. L'arma prendeva specificatamente di mira la lega usata nelle armature Mandaloriane, surriscaldandola e vaporizzando chi le indossa. Tuttavia, siccome Sabine aveva distrutto i piani e distrutto il prototipo dopp aver disertato, l'arma non è alla piena potenza. Il Grand'Ammiraglio Thrawn ordina quindi a Saxon di catturare Sabine e farle perfezionare l'arma. Imprigionata a bordo dello star destroyer di Saxon sopra la capitale di Mandalore, la ragazza finge di potenziare l'arma, alterandone però l'effetto e facendole però prendere di mira le armature Imperiali, per poi distruggerne il nucleo con la Spada Oscura e fuggire. L'esplosione vaporizza quindi lo star destroyer, uccidendo Saxon e tutti i suoi uomini ancora a bordo. Doppiato in lingua originale da Tobias Menzies ed in italiano da Carlo Scipioni.
- Alrich Wren (stagione 4) è il padre di Sabine e Tristan ed il marito di Ursa. A differenza di sua moglie e dei suoi figli, non è nato all'interno del Clan Wren e non è un guerriero. Tuttavia, come Sabine, è un fiero Mandaloriano ed un artista che sa utilizzare molto bene anche la tecnologia e gli esplosivi. Viene preso in ostaggio da Gar Saxon ma in seguito viene liberato dalla sua famiglia con l'aiuto dei ribelli. Doppiato in lingua originale da Cary-Hiroyuki Tagawa ed in italiano da Edoardo Nordio.
- I Loth-Lupi (stagione 4) sono i membri di una rara specie predatoria che risiede a Lothal e ricordano dei lupi grigi alti quanto degli esseri umani. Questo esemplare è noto per il suo manto bianco e per la capacità di formulare singole parole in lingua comprensibile (ad esempio, dice ad Ezra "Dume" per fargli intuire l'identità di Kanan e sussurra a Sabine "Dormi" per farle perdere i sensi). Pur essendo indifferente al conflitto tra la Ribellione e l'Impero, collabora con l'equipaggio dello Spettro per impedire agli Imperiale di accedere al vuoto presente nel tempio Jedi. Appare per la prima volta nell'episodio "Il volo del Defender" della quarta stagione. Le uniche due parole che pronuncia il lingua comprensibile sono doppiate da Dave Filoni in lingua originale (anche in questo caso, egli si è accreditato come "Sé Stesso") ed in italiano da Carlo Cosolo, il direttore di doppiaggio della serie animata.
- Jacen Syndulla (stagione 4): il twi'lek e figlio ibrido umano di Hera Syndulla e Kanan Jarrus. Fu concepito poco prima della morte di suo padre e nacque durante la guerra civile galattica dopo la liberazione di Lothal. Ha ereditato l'amore di sua madre per il volo.